# Iglesia de Bieti
La iglesia de la Madre de Dios de Bieti (en georgiano: ბიეთის ღვთისმშობლის ეკლესია) es una iglesia ortodoxa georgiana en ruinas ubicada en el municipio de Akhaltsikhe, en la región sur-central de Samtsje-Yavajeti, Georgia. Datada en la segunda mitad del siglo XIV, la iglesia fue construida en un plano abovedado de cruz inscrita. Después de que la cúpula se derrumbó en 1930, solo la semicúpula del santuario y el pastoforio permanecieron en pie. Luego de algunos trabajos preparatorios de limpieza y conservación, la reconstrucción de la iglesia dio inicio en 2019. La iglesia está inscrita en la lista de Monumentos culturales inamovibles de importancia nacional de Georgia. Existe otra iglesia medieval georgiana conocida como Bieti localizada en el actual territorio en disputa de Osetia del Sur.

## Historia
La iglesia de Bieti se encuentra en el territorio de una aldea homónima ahora extinta, a unos 2 km al norte de la moderna aldea de Gurkeli en el municipio de Akhaltsikhe en la región de Samtsje-Yavajeti. A juzgar por el estilo, podría haber sido construida a fines del siglo XIV. Una capilla fue anexada al norte por Zaal Tokhasdze en 1493. El área era parte de la provincia medieval de Samtsje, que se convirtió en gran parte musulmana durante el dominio otomano entre 1578 y 1829. La iglesia quedó en el olvido y recibió atención académica solo a finales del siglo XIX por Dimitri Bakradze y Ekvtime Taqaishvili. Ya muy dañado, el edificio cayó en ruinas después de que la cúpula se derrumbó en 1930. Después de algunos trabajos preliminares de limpieza y conservación en la iglesia, se lanzó un importante programa de reconstrucción en 2019 y se prevé que se complete en tres años.

## Diseño
La iglesia, de 11.8 × 17.7 m, fue construida con piedra revestida en un plano abovedado de cruz inscrita, con una cúpula y un ábside semicircular céntricos y de gran tamaño con un bema profundo. La cúpula, todos los arcos y bóvedas, así como la parte superior del ábside se han derrumbado, llenando sus ruinas el interior de la iglesia. Solo la caracola del santuario y el pastoforio sobreviven. El muro oriental aún conserva fragmentos de frescos medievales influenciados por el arte paleólogo bizantino tardío. Las paredes exteriores estaban decoradas con tallas de piedra y tenían inscripciones en la escritura medieval georgiana asomtavruli. Una de estas, ahora perdida, conmemoraba la construcción de la capilla en 1493. El historiador de arte Vakhtang Beridze la clasifica como perteneciente a un grupo de iglesias abovedadas de la Samtskhe medieval, que también incluye a Sapara, Zarzma y Chule.